# Ому (връх)
Връх Ому (на румънски: Vârful Omu) е единадесетият по височина връх на територията на Румъния. Намира се в планината Бучеджи и е най-високият ѝ връх. Висок е 2505 m, според някои източници 2507 m. Видим е от планината Пятра Краюлуй и от долината на река Прахова.
Под връх Ому се намира хижа Ому, най-високата хижа в Карпатите.